# Bartolomeu Anania
Bartolomeu Anania (* als Valeriu Anania am 18. März 1921 in Glăvile, Kreis Vâlcea; † 31. Januar 2011 in Cluj) war ein rumänischer Schriftsteller und rumänisch-orthodoxer Geistlicher. Er war von 1993 bis zu seinem Tode Erzbischof und Metropolit.

## Leben
Anania besuchte das Zentrale Theologische Seminar in Bukarest von 1933 bis 1941. Am 2. Februar 1942 empfing er im Bukarester Kloster Antim die Mönchsweihe und erhielt den Ordensnamen Bartolomeu. Am 15. März 1942 erfolgte die Weihe zum Diakon-Mönch. Danach war er in den Klöstern Polovragi und Baia de Arieș tätig.
1944 nahm Anania ein Medizinstudium an der Medizinischen Fakultät Cluj auf und schrieb sich an der Musikakademie Gheorghe Dima ein. Wegen der Organisierung von Protesten gegen die Regierung von Petru Groza am 6. März 1946 wurde er noch vor Beendigung seiner Studien relegiert.
Anschließend setzte er sein Theologiestudium an der Universität Bukarest, an der Akademie Andreiană von Cluj und am orthodoxen Priesterseminar Sibiu fort. 1948 wurde er zum Lizentiaten der Theologie promoviert.
Bereits im Jahr zuvor war Anania Abt des Klosters Toplita im Kr. Harghita geworden. Anschließend bekleidete Anania verschiedene Ämter. 1958 wurde er wegen seiner Kontakte zur Legionärsbewegung „Verschwörung gegen die soziale Ordnung“ verhaftet und zu 25 Jahren Haft verurteilt. 1964 wurde er freigelassen und konnte in die USA ausreisen. Dort übernahm er verschiedene Aufgaben in der US-amerikanischen rumänisch-orthodoxen Kirche. 1967 erfolgte die Priesterweihe und die Ernennung zum Archimandrit. Von 1976 bis 1982 war er Direktor des Instituts für Bibelwissenschaften und Mission der rumänisch-orthodoxen Kirche in Bukarest. Ab 1982 war er im Kloster Văratec als Schriftsteller tätig, insbesondere seine Bibelübersetzung fand Anerkennung.
Bartolomeu Anania wurde in Nachfolge von Teofil Herineanu von der Heiligen Synode am 21. Januar 1993 zum Erzbischof des Erzbistums Vad, Feleac und Cluj gewählt. Die Bischofsweihe spendete ihm in der Kathedrale von Cluj am 7. Januar 1993 der Patriarch der Rumänisch-Orthodoxen Kirche, Teoctist I. Nach dem Tod von Antonie Plămădeală im Jahre 2005 wurde er Metropolit von Siebenbürgen. 2006 erfolgte die Ernennung zum Metropoliten vom Cluj, Maramureș und Sălaj. 2007 war er Hauptkonkurrent bei der Wahl von Daniel Ciobotea zum Patriarchen der rumänisch-orthodoxen Kirche.
Seine zahlreichen Werke umfassen verschiedenste schriftstellerische Arbeiten. Er führte „auf sehr persönliche Weise in die geheimnisvolle Welt der Ikonen und Fresken“ ein. Er war Mitglied des Schriftstellerverbandes Rumäniens, dessen Jahrespreis er 1982 erhielt.
Die Beerdigung von Bartolomeu Anania fand am 3. Februar 2011 in der orthodoxen Kathedrale von Cluj, unter der Leitung des Patriarchen Daniel Ciobotea statt.

## Wirken
Es gab Stimmen, die behauptet haben, Bartolomeu Anania wäre 1966 von der Staatssicherheit (Securitate) in die Vereinigten Staaten geschickt worden, um Valerian Trifa zu ersetzen und dadurch die rumänische Orthodoxie der USA der Synode aus Bukarest unterzuordnen. Diese Anschuldigungen werden durch neue Untersuchungen nicht mehr gestützt. Es ist dokumentiert, dass Bartolomeu Anania, ein ehemaliger politischer Gefangener, aus den USA wieder nach Rumänien abberufen wurde. Der Grund dafür war  seine „ablehnenden Stellung gegenüber der Realisierungen der sozialistischen Rumänien“.
Der General Ion Mihai Pacepa, ehemaliger Chef des rumänischen Geheimdienstes, behauptet in seinen Memoiren, dass Valeriu Anania (Geburtsname unter dem Seine Eminenz als Autor publiziert hat) Agent der Direktion für Auswärtige Informationen (DIE) gewesen wäre und als solcher für das rumänische kommunistische Regime spioniert hätte. Dazu antwortete SE Bartolomeu Anania: "...In 1976, während eines kurzen Aufenthalts zurück in Rumänien, hat mich die Securitate gehindert zurück [in die  USA] zu reisen und mich aufgefordert meine amerikanischen Ausweisdokumente (Personalausweis und Pass) abzugeben. Ich hatte es aber geschafft diese Ausweisdokumente dem amerikanischen Konsulat zu übergeben, das mir ein Attestat mit Siegel ausgestellt hatte, im Doppelexemplar; eins habe ich beim Kultusministerium (Departamentul Cultelor) abgegeben, eins habe ich noch. Aber auch ohne das brutale Eingreifen der Securitate wäre ich nicht für immer in den USA geblieben.
„Obwohl ich nach 5 Jahren Sesshaftigkeit in den USA das Recht hatte die US amerikanische Staatsbürgerschaft zu beantragen, habe ich dies nicht getan. Und das nicht aus irgendwelchen radikalen patriotischen Gründen, sondern weil ich mir nie vorstellen konnte, in einer anderen Erde Ruhe zu finden  außer der rumänischen, welche für mich die einzige ist, die warm halten kann“.
Der Nationalausschuss für die Erforschung der Archive der Securitate (CNSAS) hat am 22. Januar 2008 behauptet, dass der Agent mit dem Namen „Apostol“, aus der Verfolgungsakte des ehemaligen Metropolit von Transsilvanien Antonie Plămădeală, die gleiche Person wie Valeriu Anania war, der  Metropolit von Cluj war. Dem Informanten „Apostol“, einer von 35 Informanten aus der Akte der informativen Verfolgung des ehemaligen Metropoliten von Sibiu, sind zwei Noten zugewiesen, beide aus dem Jahr 1964. Die erste vom 17. August, einige Tage nach der Befreiung von Valeriu Anania und die andere - vom 9. Oktober. Die Noten wurden in zwei unterschiedlichen konspirativen Häusern, „Dobrogea“ und „Spiridon“, maschinell erfasst, wie die Mehrheit der anderen 101 Noten aus der Akte. „Plămădeală Leonida-Antonie habe ich um 1949 kennengelernt als er zu mir kam in den Patriarchie Palast und mich bat ihm eine Stelle in der Eparchie von Firmilian, der damalige Metropolit von Oltenia, zu vermitteln. Zu diesem Anlas hat mir Plămădeală gesagt, er hätte ein unvollstrecktes Urteil“, gab  Apostel den Mitarbeitern der Securitate zur Kenntnis. 1949 hatte Antonie Plămădeală gerade sein Theologie-Studium abgeschlossen und wurde infolge seiner Involvierung in den studentischen Streiks zu sieben Jahren Zuchthaus und fünf Jahren ziviler Degradierung verurteilt. Er wurde erst 1954 festgenommen und 1958 durch ein Begnadigungsdekret wieder freigelassen. Informativnoten nach Gesprächen mit einer Nonne geben an: „Ich habe mit Firmilian gesprochen und dieser hat ihn als Mönch aufgenommen, beim Skit Crasna, dessen Staretz… etc, etc“.
Gemäß den letzten Forschungsergebnissen der Archivuntersuchungen hat Metropolit Bartolomeu Anania nie mit der Securitate zusammengearbeitet, „nicht im Gefängnis, nicht in der Freiheit, nicht im Inand, nicht im Ausland, nicht angeworben,  nicht freiwillig, nicht unter konspirativen Namen, auch nicht unter eigenem Namen“, wie er selber seiner Lebzeiten immer ausgesagt hat. Seine Aussagen werden von dem Rechercheartikel von Ioana Diaconescu (Forscher CNSAS) Bartolomeu Anania. Akte einer informativen Verfolgung, die unter Nr. 11 und 12 in der Zeitschrift „România Literară“ 2012 publiziert wurden, gestützt.

## Auszeichnungen und Ehrungen
- 1993: Ehrenpräsident der Stiftung Nicolae Steinhardt
- 1993: Ehrenmitglied des Senats der Medizinischen und Pharmazeutischen Universität Iuliu Hațieganu
- 1995: Sonderpreis für das Buch Din spumele mării, Buchmesse in Oradea
- 1996: Senator und Ehrenmitglied des Großen Senats der Babeș-Bolyai-Universität Cluj
- 1996: Bestes Buch des Jahres 1996 für Din spumele mării
- 1996: Ehrenbürgerwürde von Cluj-Napoca (1996)
- 1999: Großer Preis der Poesie für Lucian Blaga
- 2000: Diplom und Medaille der Akademie der Künste, Kultur und Geschichte Brasilien
- 2000: Gedenkmedaille des rumänischen Präsidenten 150 Jahre nach der Geburt des ‚Mihai Eminescu‘
- 2000: Rumänischer Verdienstorden Pentru Merit (Mare Cruce)
- 2001: Preis für Opera Omnia
- 2001: Ehrendoktorwürde der Babeș-Bolyai-Universität Cluj
- 2001: Ehrendoktorwürde der Medizinischen und Pharmazeutischen Universität Iuliu Hațieganu
- 2001: Ehrenbürgerwürde von Bistrița
- 2005: Ehrenbürgerwürde von Dej
- 2010: Ehrenmitglied der Rumänischen Akademie
- Kreuz des Heiligen Grabes der Jerusalemer Patriarchie
- Orden der Heiligen Apostel Petrus und Paulus des Patriarchats von Antiochien